# LGV Picardie
Die LGV Picardie ist eine in Planung befindliche französische Hochgeschwindigkeitsstrecke zwischen Paris und Calais über Amiens.
Als die LGV Nord geplant wurde, kämpften die Bewohner der Stadt Amiens in der Region Picardie dafür, dass die Strecke über Amiens verlaufen sollte. Die SNCF beschloss, dass die neue Hochgeschwindigkeitsstrecke auf dem längeren Weg über Lille verlaufen sollte, der die Nutzung des Abschnitts zwischen Paris und Lille auch für den Zugverkehr von Paris nach Brüssel erlaubt. Die SNCF genehmigte dafür den Bau der Station TGV Haute-Picardie, nahe der Stadt Péronne. Diese jedoch, so empfanden es die Kritiker, sei eine Station auf der grünen Wiese ohne große Bedeutung, da die größeren Städte der Region, Amiens und Saint-Quentin keinen direkten Anschluss an die Station hatten.
Für die LGV Picardie soll die LGV Interconnexion Est um etwa fünf Kilometer nach Norden verlängert werden, wo sie auf die Altstrecke Richtung Creil verzweigt, von wo aus Strecken nach Amiens und Maubeuge beginnen. Die Altstrecke soll für höhere Geschwindigkeiten ertüchtigt werden.
Östlich des Bahnhof Calais-Fréthun sollte die LGV Picardie dann wieder in die bestehende Strecke einfädeln. 20 Minuten würde auf der Strecke zwischen Paris und Calais bzw. London gespart, damit wäre es möglich, die Verbindung von Paris nach London in weniger als 2 Stunden zu befahren. Ein weiterer Vorteil wäre die Entlastung der LGV Nord.
Die französische Regierung hat ihre Pläne für künftige Investitionen bis zum Jahr 2020 angekündigt. Bei diesen Investitionen stehen zurzeit keine finanziellen Mittel für LGV Picardie zur Verfügung. Die Strecke soll aber auf längere Sicht, wahrscheinlich nach 2020 gebaut werden. Die Kosten belaufen sich voraussichtlich auf knapp 4 Mrd. Euro.